# Сантьяго-Теститлан
Сантьяго-Теститлан (исп. Santiago Textitlán) — муниципалитет в Мексике, входит в штат Оахака. Население — 3929 человек (на 2005 год).